# Effectprocessor
Een effectprocessor is een apparaat waarmee een audio-ingangssignaal kan worden bewerkt. Effectprocessoren bestaan zowel in hardware- als in softwarevorm, analoog zowel als digitaal.
Effecten die kunnen worden verkregen zijn bijvoorbeeld: reverb, chorus en flanger, tremolo, phaser en echo. De vocoder is een type effect waarbij de menselijke (zang)stem kan worden vervormd. Zogenaamde "auto-tuners" (waarmee een valse zangstem weer zuiver kan worden gemaakt) vallen ook onder dit type effect.

## Hardware
Hardware effectprocessoren worden door diverse fabrikanten gemaakt zoals BOSS, Behringer, Lexicon en Alesis. De hardware-effecten bestaan langer dan de software-effecten, daar ze vanaf het begin in platenstudio's werden gebruikt. Effectprocessors worden meestal in 19 inch rackformaat uitgevoerd. Effectprocesors die specifiek op gitaristen en bassisten zijn gericht zijn vaak in pedaalvorm uitgevoerd.
Een van de allereerste effectprocessoren was de mechanische veergalm.

## Software
Bij het krachtiger worden van de pc en de verplaatsing van opnametechnieken naar de computer zijn zo goed als alle effectprocessoren ook in softwarevorm uitgevoerd. Tegenwoordig is de kwaliteit van een gemiddeld software-effect bijna even goed als de hardware-uitvoering ervan.
Veel software-effects zijn als zogenaamde plug-in te combineren met andere audiosoftware. De meest gebruikte typen plug-in zijn VST (van Steinberg) en DirectX.
Tegenwoordig kunnen ook bepaalde hardware-effectprocessoren als plug-in worden gebruikt zodat de capaciteit van de pc veel minder wordt belast.